# Adolf Strack (Politiker, 1849)
Adolf Leberecht Strack (* 24. Mai 1849 in Hamburg; † 31. Dezember 1916 ebenda) war ein deutscher Kaufmann und Hamburger Senator.
Strack wuchs in einer wohlhabenden Familie in Hamburg auf, der Senator Adolph Ferdinand Hertz war sein Onkel. Nach Besuch der Gelehrtenschule des Johanneums machte Strack eine kaufmännische Ausbildung. Anschließend führte ihn eine Bildungsreise nach England und China. Nach dem Tod seines Vaters Hermann Leberecht Strack (1817–1885) übernahm er die Im- und Exportfirma Hermann Strack.
Strack wurde 1889 von den Notabeln in die Hamburgische Bürgerschaft gewählt, wobei er sich der Fraktion der Rechten anschloss. Er gehörte der Bürgerschaft bis 1907 an. Als Bürgerschaftsmitglied wurde er in weitere Deputationen gewählt, er gehörte so der Finanzdeputation, der Deputation für Handel und Schifffahrt und dem Krankenhauskollegium an. Außerdem war Strack Mitglied des Präsidium der Handelskammer.
Strack war einer der entschiedensten Befürworter der Verfassungsänderung von 1906, die als Wahlrechtsraub bekannt geworden ist. Er wurde im selben Jahr auch zum Fraktionsführer der Fraktion der Rechten gewählt. Am 5. Juli 1907 wurde Strack für den zurückgetretenen Alexander Kähler in den Senat gewählt. Das Hamburger Fremdenblatt urteilte später dazu: „Schon bei der Wahl des Herrn Senators Strack war es klar daß der Senat sich bemühte, diejenigen Herren durch Aufnahme in seine Mitte zu belohnen, die der Wahlrechtsverschlechterung eifrig das Wort geredet hatten.“ 
Im Senat wirkte Strack als Präses der Beleuchtungsdeputation, der Stadtwasserkunst und der Strandämter. Strack verstarb nach kurzer Krankheit im Amt und wurde auf dem Friedhof Ohlsdorf beerdigt. Zu seinem Nachfolger wurde Johann Hinrich Garrels gewählt.
Strack galt mit einem 1912 geschätzten Vermögen von 3,9 Millionen Mark als sehr vermögend.
Er gehörte zwischenzeitlich den Aufsichtsräten der folgenden Gesellschaften an: der Lübeck-Büchener Eisenbahn, der Janus Versicherungs AG, sowie der Nord-deutschen Versicherungsgesellschaft.